# Constantin Entertainment
Die Constantin Entertainment GmbH ist ein Beteiligungsunternehmen der Constantin Film AG, das diverse Fernsehproduktionen realisiert und allen privaten und öffentlich-rechtlichen Sendern seine Dienste anbietet.
Im Januar 2001 wurde Constantin Entertainment GmbH als KirchMedia Entertainment gegründet. Seit Oktober 2003 firmiert Constantin Entertainment unter Constantin Entertainment GmbH.

## Produktionen
Constantin Entertainment produziert diverse Fernsehshows und Serien. Zu den bekannten Formaten gehören unter anderem:
- 1994–2004: Arabella (im Oktober 2003 an Constantin Entertainment abgegeben)
- 1999–2008: Hausmeister Krause – Ordnung muss sein
- 2001–2013: Richter Alexander Hold
- 2003–2009: Clever! – Die Show, die Wissen schafft
- 2003–2009: Lenßen & Partner
- 2003–2014, seit 2020: K11 – Kommissare im Einsatz (ab 2020: K11 – Die neuen Fälle)
- seit 2003: Frauentausch
- 2003–2008, 2012: Die Dreisten Drei
- 2005–2010: Die Comedy-Falle
- 2006–2007: Extreme Activity
- 2007–2015: Das Aschenputtel-Experiment
- 2008–2009: The Next Uri Geller
- 2010–2013: Ich bin Boes
- 2012: Lenßen
- seit 2012: Shopping Queen
- seit 2012: Promi Shopping Queen
- 2013–2016: Im Namen der Gerechtigkeit – Wir kämpfen für Sie!
- 2013–2014: Promi Frauentausch
- seit 2013: Die Reimanns – Ein außergewöhnliches Leben
- seit 2013: Musik in den Bergen
- 2014–2018: In Gefahr – Ein verhängnisvoller Moment
- seit 2015: Der Heimwerkerkönig
- 2017–2018: Paul Panzers Comedy Spieleabend
- seit 2017: Genial daneben
- 2017, 2019: Konny Goes Wild!
- seit 2018: Die Comedy Show
- seit 2020: M.O.M – Milf oder Missy?
- seit 2021: LOL: Last One Laughing
- 2022, 2024: Die Passion